# Bernhard Willhelm
Bernhard Willhelm (né à Ulm le 3 novembre 1972) est un couturier allemand. Il sort diplômé en mode en 1998 de l'Académie royale des beaux-arts d'Anvers. Son style frappant, résolument urbain et chic[non neutre], et son parti pris des couleurs vives et des grands volumes font de lui l'un des créateurs les plus prisés[réf. nécessaire] de la mode allemande.

## Biographie
Au cours de ses études, il sera assistant de Walter Van Beirendonck, Alexander Mc Queen, Vivienne Westwood et Dirk Bikkembergs. 
Il fonde sa marque, en association avec Jutta Kraus Sa première collection pour femme sera lancée pendant la Semaine de la Mode à Paris, en mars 1999. En octobre 2000, il crée sa première collection masculine, mais le premier défilé masculin n'aura lieu qu'en janvier 2003 dans le cadre de la semaine des créateurs de la mode masculine.
Compte tenu de son âge, il réussit rapidement, et ses modèles de prêt-à-porter se vendent dans le monde entier. Peut-être est-ce la conséquence d'un style aisément reconnaissable[style à revoir] dans le monde de la mode, qui apparaît dans de nombreux magazines spécialisés.
Depuis 2002, il s'est installé à Paris. Durant deux ans, il va cumuler son métier de styliste à la fonction de directeur artistique de la maison Capucci. Il est à l'origine de la première collection de prêt-à-porter de cette maison italienne.
En 2003, une rétrospective de son travail est organisée par la fondation Ursula Blickle Art Foundation en Allemagne. Puis en 2004, c'est la sortie d'un livre sur la jeune carrière de Willhelm aux éditions Lukas & Sternberg. Depuis, il poursuit son travail dans plusieurs directions, en créant un uniforme d'écolier pour l'association d'aide aux orphelins Misericordia, en lançant une première collection de chaussures, en élaborant une ligne de vêtements pour le site de vente en ligne Yoox. Il travaille également en collaboration avec d'autres artistes comme le photographe Nick Knight avec qui il crée la pochette de l'album de Björk "Volta", et réalise une vidéo sur sa collection Homme Automne-Hiver 2008-2009. 
Il soutient également la cause LGBTQ + et apparait nu, photographié par Wolfgang Tillmans dans le magazine Butt.
Il obtient le grand prix ANDAM au titre du talent le plus prometteur de la nouvelle mouvance créative  .
Il collabore régulièrement avec la marque de cosmétiques Uslu Airlines avec laquelle il a créé une ligne complète de vernis à ongles.